# Синиця американська
Синиця американська (Baeolophus wollweberi) — вид горобцеподібних птахів родини синицевих (Paridae). Мешкає в США і Мексиці.

## Опис
Довжина птаха становить 11,5-12,7 см, вага 8-12 г. Верхня частина тіла сіра, нижня частина тіла біла. На обличчі чорно-білий візерунок, на голові великий чуб, чорний спереду і білий ззаду. Виду не притаманний статевий диморфізм. Американські синиці дуже схожі на європейських чубатих синиць.

## Підвиди
Виділяють чотири підвиди:
- B. w. vandevenderi (Rea, 1986) — центральна Аризона і південний захід Нью-Мексико;
- B. w. phillipsi (Van Rossem, 1947) — південно-західна Аризона і північно-західна Мексика;
- B. w. wollweberi (Bonaparte, 1850) — центральна і південна Мексика;
- B. w. caliginosus (Van Rossem, 1947) — південно-західна Мексика.

## Поширення і екологія
Американські синиці поширені від Аризони і Нью-Мексико на південному заході США до південно-західної Мексики. Вони живуть в дубових і змішаних дубово-ялівцевих лісах. Зустрічаються на висоті від 1000 до 3200 м над рівнем моря. Є осілими.

## Поведінка
Американські синиці живляться комахами та гусінню, а також насінням, горіхами і ягодами. Шукають здобич на деревах, іноді на землі, роблять запаси. Під час сезону розмноження живуть парами, в негніздовий період утворюють зграйки, іноді приєднуються до змішаних зграй птахів. Гніздяться в природних дуплах, іноді в покинутих дятлових дуплах. Сезон розмноження триває з квітня по червень. В кладці від 5 до 7 яєць, інкубаційний період триває 13-14 днів, пташенята покидають гніздо на 18-20 день.